# Kenny Wharton
Kenneth Wharton, detto Kenny (Newcastle upon Tyne, 28 novembre 1960), è un ex calciatore, allenatore di calcio e dirigente sportivo inglese, di ruolo difensore o centrocampista.

## Carriera

### Giocatore
Dopo aver prematuramente lasciato scuola all'età di 15 anni, decise di accasarsi nelle giovanili del Newcastle United. Nel 1978 venne finalmente convocato in prima squadra dal tecnico Bill McGarry. In 12 stagioni alla corte dei Magpies mise assieme un totale di 335 presenze e 26 reti segnate. Nel 1989 venne ingaggiato dal Carlisle United, ma la sua esperienza non fu del tutto colorita, e quindi poco dopo decise di trasferirsi al Bradford City. Dopo aver disputato solamente 5 partite, decise di accasarsi ai Berwick Rangers, club in cui concluse la propria carriera agonistica per via di un infortunio al ginocchio.

### Allenatore e dirigente
Nel 1992 venne inserito all'interno dello staff tecnico di John McClelland al St. Johnstone. Dopo un anno assunse l'incarico di collaboratore tecnico sulla panchina del Middlesbrough. Nel 1999 fece ritorno al Newcastle assumendo il ruolo di tecnico delle formazioni giovanili, affiancandosi ad Alan Irvine. Nel 2002 venne promosso a direttore del settore giovanile. Due anni più tardi tornò in panchina nelle vesti di collaboratore delle giovanili, incarico che mantenne fino al 17 maggio 2010.